# Lymphom
Lymphom ist ein Sammelbegriff für chronische Lymphknotenvergrößerungen beziehungsweise Lymphknotenschwellungen und Tumoren des Lymphgewebes.

## Gutartige Lymphome
Eine gutartige (benigne) Vergrößerung der Lymphknoten entsteht bei Infektionskrankheiten durch Entzündung als Ausdruck ihrer Abwehrtätigkeit (Lymphadenitis). Ursachen können sowohl harmlose Erkrankungen wie Erkältung oder entzündliche Prozesse der Zähne als auch ernstere virale Infektionen (Mononukleose, HIV-Infektion) sein. Als Ursache kommen auch bakterielle Erkrankungen wie eine Borrelieninfektion (Borreliose) infolge eines Zeckenbisses oder eine (Lymphknoten-)Tuberkulose in Frage. Eine auf Parasiten beruhende Lymphknotenerkrankung ist die Toxoplasmose. Gutartige Lymphome klingen meist nach Abheilung der Entzündung ab, sie können aber auch zur Abszedierung führen und unter Umständen durch die Haut nach außen oder – wesentlich gefährlicher – in das umgebende Gewebe durchbrechen.
Bei gutartigen Vergrößerungen spricht man auch von einem Pseudolymphom („falsches“ oder „unechtes“ Lymphom), was zur Abgrenzung vom Ausdruck Lymphom im Sinne einer systemischen malignen Erkrankung des Lymphsystems dient.

## Bösartige Lymphome
Maligne Lymphome sind bösartige Neubildungen (Neoplasien), die durch monoklonales Wachstum von lymphatischen Zellen entstehen. Lymphatische Zellen finden sich in Lymphknoten, Tonsillen, Milz und im Knochenmark (Stammzellen). Man unterscheidet B-Lymphozyten, T-Lymphozyten und die Zellen des RHS (retikulohistiozytäres System).
Maligne Lymphome betreffen vor allem ältere Menschen, der Altersgipfel liegt im 6. Lebensjahrzehnt. Es gibt aber auch bösartige Lymphome, die bereits im Kindesalter auftreten.
Die WHO-Klassifikation unterscheidet das Hodgkin-Lymphom und Non-Hodgkin-Lymphome. Letztere unterteilen sich in B-Zell-Lymphome und T-Zell-Lymphome. Die genaue Klassifikation und der Fortschritt der Erkrankung bestimmen die Prognose, die sehr gut bis wenig aussichtsreich sein kann.